# Giacomo da Recanati
Giacomo da Recanati (ci sono notizie di lui tra gli anni 1412 e 1466; fl. XV secolo) è stato un pittore italiano.
Del recanatese non si conosce granché quanto agli insegnamenti che ne hanno definito i modi pittorici. A lui sono attribuite tavole presenti a Macerata, Treia, Montecassiano, Recanati, San Ginesio,  Bologna (Pinacoteca Nazionale), Avignone (Museo du petit palais).

## Opere
- Madonna con Bambino e Santi, Pinacoteca civica, Recanati.
- Madonna dell'umiltà, 1443, Museo Diocesano, Recanati.
- SS Giovanni Battista e Girolamo, 1443, Pinacoteca Nazionale, Bologna.
- Incoronazione della Vergine, 1450, Parrocchiale di Santa Maria Assunta, Montecassiano.
- Affreschi di San Ginesio, Chiesa di San Michele, San Ginesio.